# Gruppo di NGC 1016
Il Gruppo di NGC 1016 comprende almeno dieci galassie situate nella costellazione della Balena. La distanza media tra il centro di massa di questo gruppo e la nostra Via Lattea è di circa 303 milioni di anni luce (93,0 Mpc).

## Membri
Le dieci galassie componenti il gruppo, indicate nell'articolo di Mahtessian, sono:
| Nome      | Classificazione | Tipo            | RA (J2000.0)  | DEC (J2000.0) | Velocità radiale (km/s) | Magnitudine apparente | Distanza (Mpc) | Dimensioni (kal) |
| --------- | --------------- | --------------- | ------------- | ------------- | ----------------------- | --------------------- | -------------- | ---------------- |
| NGC 1004  | E+              | Ellittica       | 02h 37m 41.8s | 01° 58′ 31″   | 6473 ± 21               | 12,7                  | 92,1 ± 6,5     | 158              |
| NGC 1016  | E               | Ellittica       | 02h 38m 19.5s | 02° 07′ 09″   | 6485 ± 14               | 11,6                  | 92,2 ± 6,5     | 190              |
| NGC 1085  | SA(s)bc?        | Spirale         | 02h 46m 25.3s | 03° 36′ 26″   | 6790 ± 3                | 12,4                  | 96,9 ± 6,6     | 248              |
| IC 232    | E               | Ellittica       | 02h 31m 11.6s | 01° 15′ 56″   | 6396 ± 20               | 13,2                  | 89,9± 6,3      | 141              |
| IC 241    | SB0/a?          | Lenticolare     | 02h 37m 54.5s | 02° 19′ 41″   | 6946 ± 21               | 13,4                  | 99,0± 6,9      | 113              |
| IC 1843   | SB(s)ab?        | Spirale barrata | 02h 45m 24.6s | 02° 52′ 50″   | 6793 ± 31               | 13,1                  | 96,5± 6,8      | 99               |
| UGC 2018* | SB0^+(rs)?      | Lenticolare     | 02h 32m 40.2s | 00° 15′ 36″   | 6164 ± 2                | 12,795 ± 0,006        | 87,4 ± 6,1     | 141              |
| UGC 2019* | Sab             | Spirale         | 02h 32m 39.3s | 00° 37′ 02″   | 6205 ± 10               | 14,6g                 | 86,7 ± 6,1     | 18,8             |
| UGC 2024* | Sab             | Spirale         | 02h 33m 01.2s | 00° 25′ 15″   | 6699 ± 3                | 13,633 ± 0,007        | 95,3 ± 6,7     | 109              |
| UGC 2051* | S0              | Lenticolare     | 02h 34m 05.0s | 01° 21′ 06″   | 6601 ± 23               | 13.76                 | 93,9 ± 6,6     | 143              |

- Nell'articolo di Mahtessian, le ultime quattro galassie sono indicate come 0230+0003 (per CGCG 0230.1+0003), 0230+0024 (per CGCG 0230.1+0024), 0230+0012 (per CGCG 0230.4+0012) e 0231+0108 (per CGCG 0231.5+0128).

Il sito DeepskyLog permette di trovare agevolmente le costellazioni in cui si trovano le galassie; in alternativa si possono utilizzare le coordinate delle galassie per individuarle. Se non altrimenti indicato, le coordinate sono quelle fornite dal sito NASA/IPAC (National Aeronautics and Space Administration / Infrared Processing and Analysis Center).